# Henri-Frédéric Amiel
Henri Frédéric Amiel (27. září 1821, Ženeva – 11. květen 1881, Ženeva) byl švýcarský filosof, básník a literární kritik.

## Biografie
Narodil se do hugenotské rodiny (tj. rodiny francouzských protestantů), kteří se přestěhovali do Švýcarska kvůli zrušení ediktu nantského.
Po ztrátě rodičů v raném věku Amiel hodně cestoval; seznámil se s předními evropskými intelektuály a v Berlíně studoval filosofii. V roce 1849 byl jmenován profesorem estetiky na ženevské akademii a v roce 1854 se stal profesorem filosofie. V této kariéře jej podporovala demokratická strana, přišel však o podporu aristokracie, která měla v kultuře města dominantní roli.
Tato izolace Amiela inspirovala k napsání Osobního deníku, jediné knihy, která je dosud známa; byla vydána až po jeho smrti a získala celoevropskou proslulost. Kromě deníku napsal i několik svazků poezie a studie o Erasmovi, Madame de Staël a dalších spisovatelích.